# Église de Lorette de Lisbonne
Pour les articles homonymes, voir Église Notre-Dame-de-Lorette.
L'église de Lorette de Lisbonne (en portugais : Igreja do Loreto), ou église des Italiens, est une église située sur le Largo do Chiado, au coin de la Rua da Misericórdia, à Lisbonne. L'auteur du projet était José da Costa e Silva. Avec le tremblement de terre de 1755, l'édifice a subi des dommages importants, et a été reconstruit en 1785.

## Histoire et description
L'église, également appelée Igreja dos Italianos, a été élevée par D. João V en 1518 pour accueillir les nombreux Italiens, principalement Vénitiens et Génois, qui faisaient du commerce à Lisbonne. Elle dépend directement du Saint-Siège, et est suffragante de l'archibasilique Saint-Jean de Latran de Rome.
Cette église se compose d'une nef centrale avec douze chapelles latérales qui présentent les douze apôtres. Ces chapelles sont revêtues de marbre italien. Sur la façade principale, en plus de l'image de Notre-Dame de Lorette, on peut voir les armoiries papales, de Borromini, flanquées de deux anges. Elle possède également un orgue à tuyaux datant du XVIIIe siècle, dont la paternité n'est pas bien définie.
Lors de la construction de la Cerca de Don Fernando, la tour nord de la porte de Santa Catarina a été construite juste à côté de l'église de Lorette.

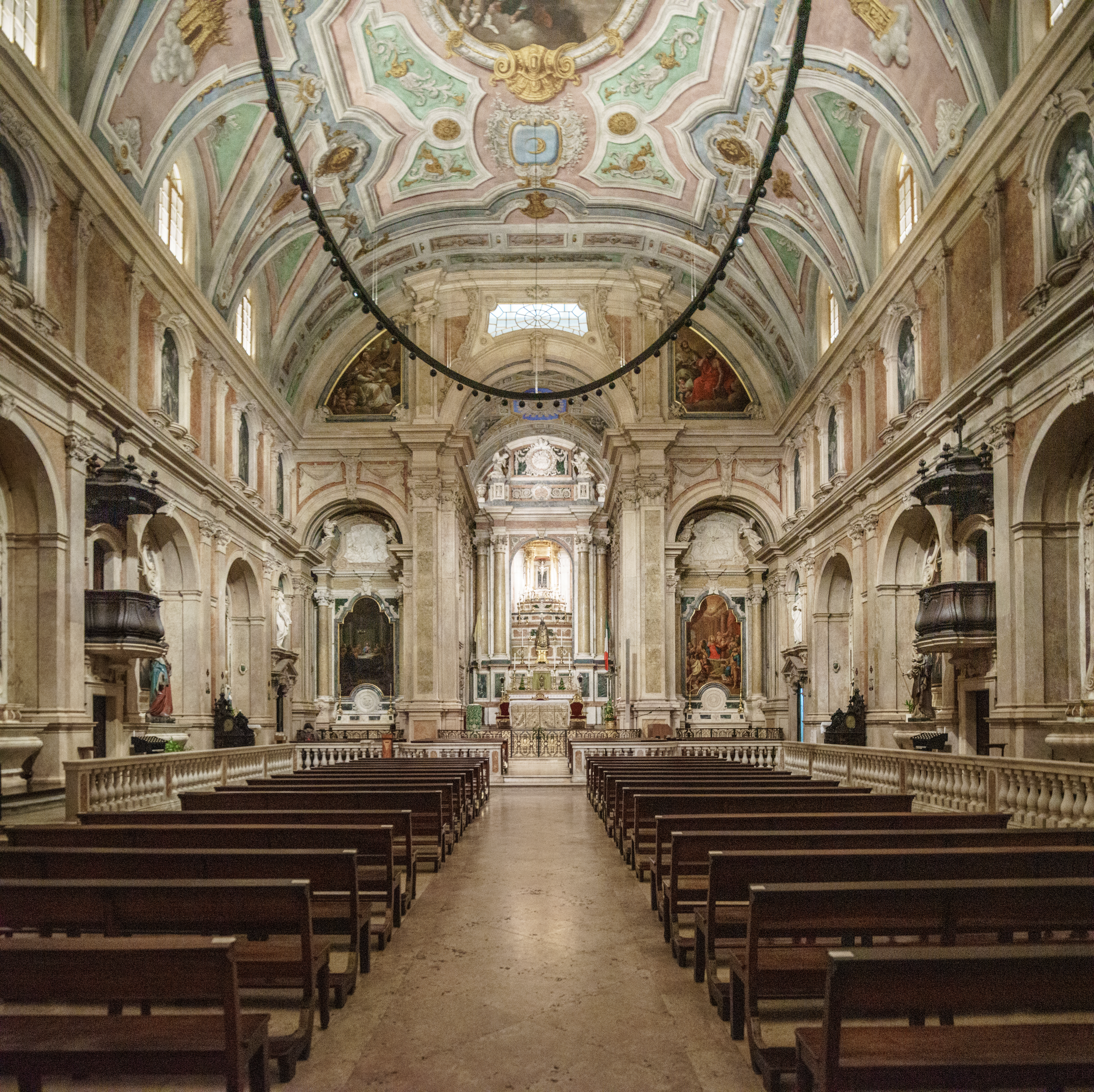
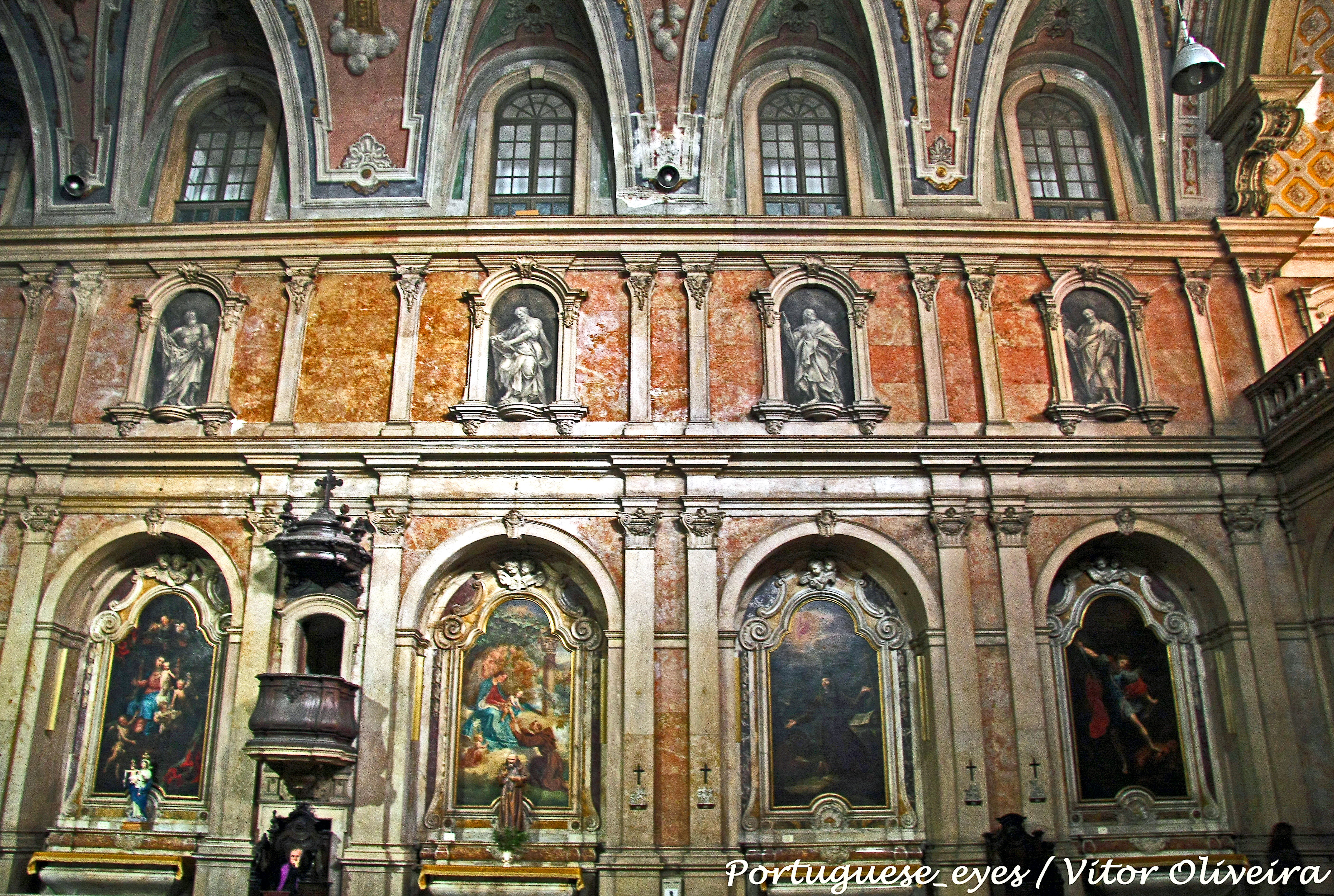
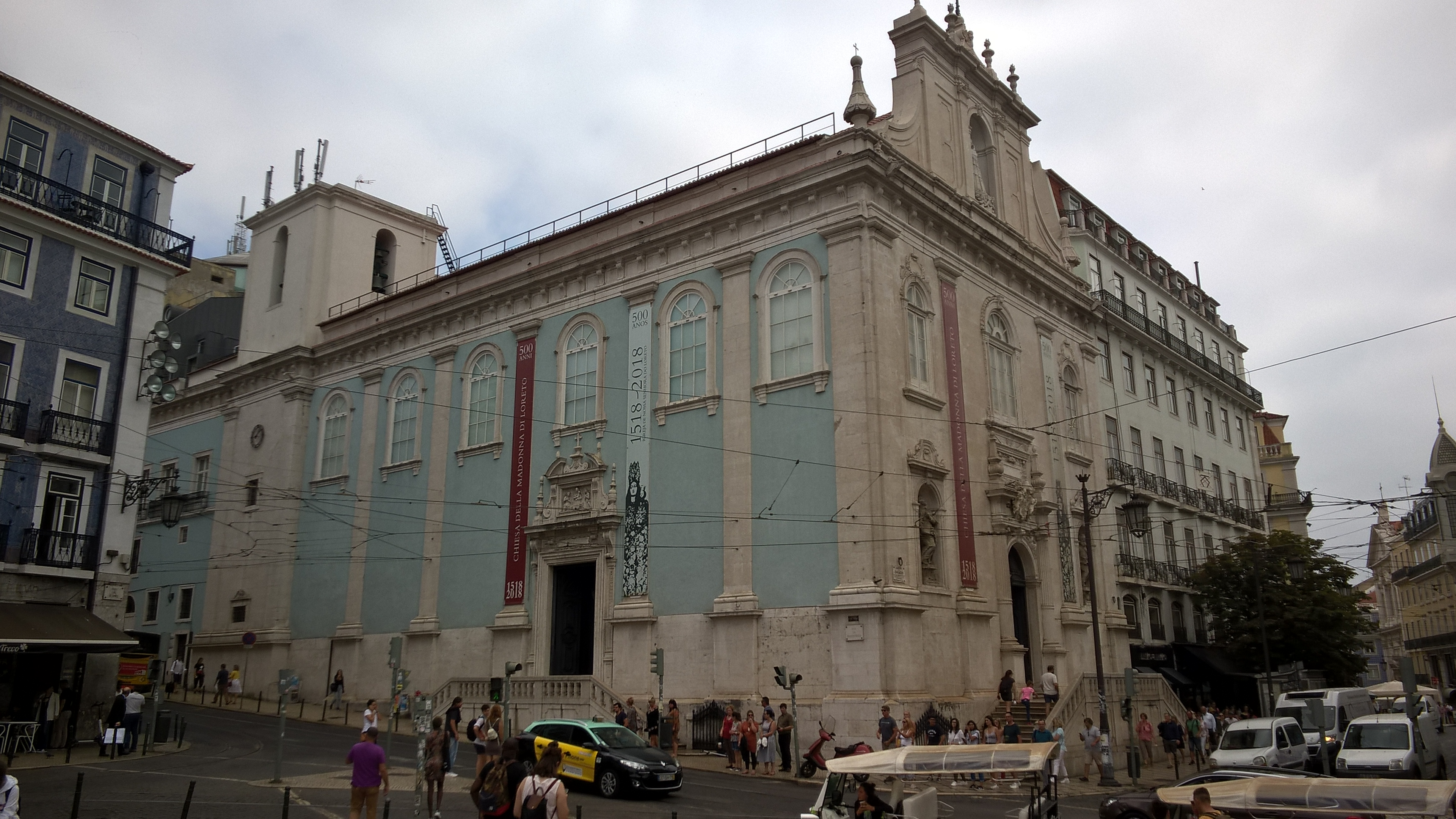
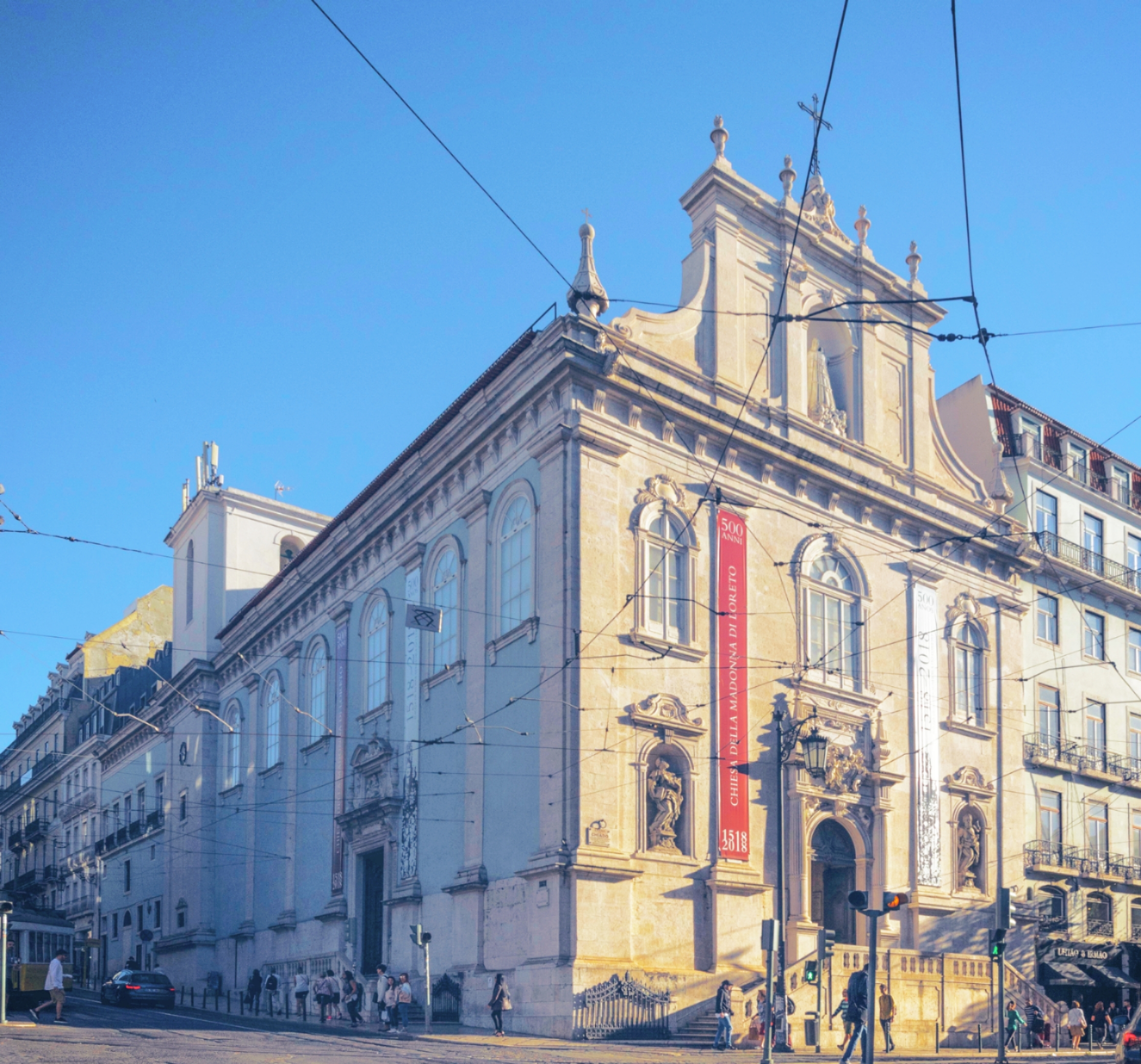